# Eberhard Gienger

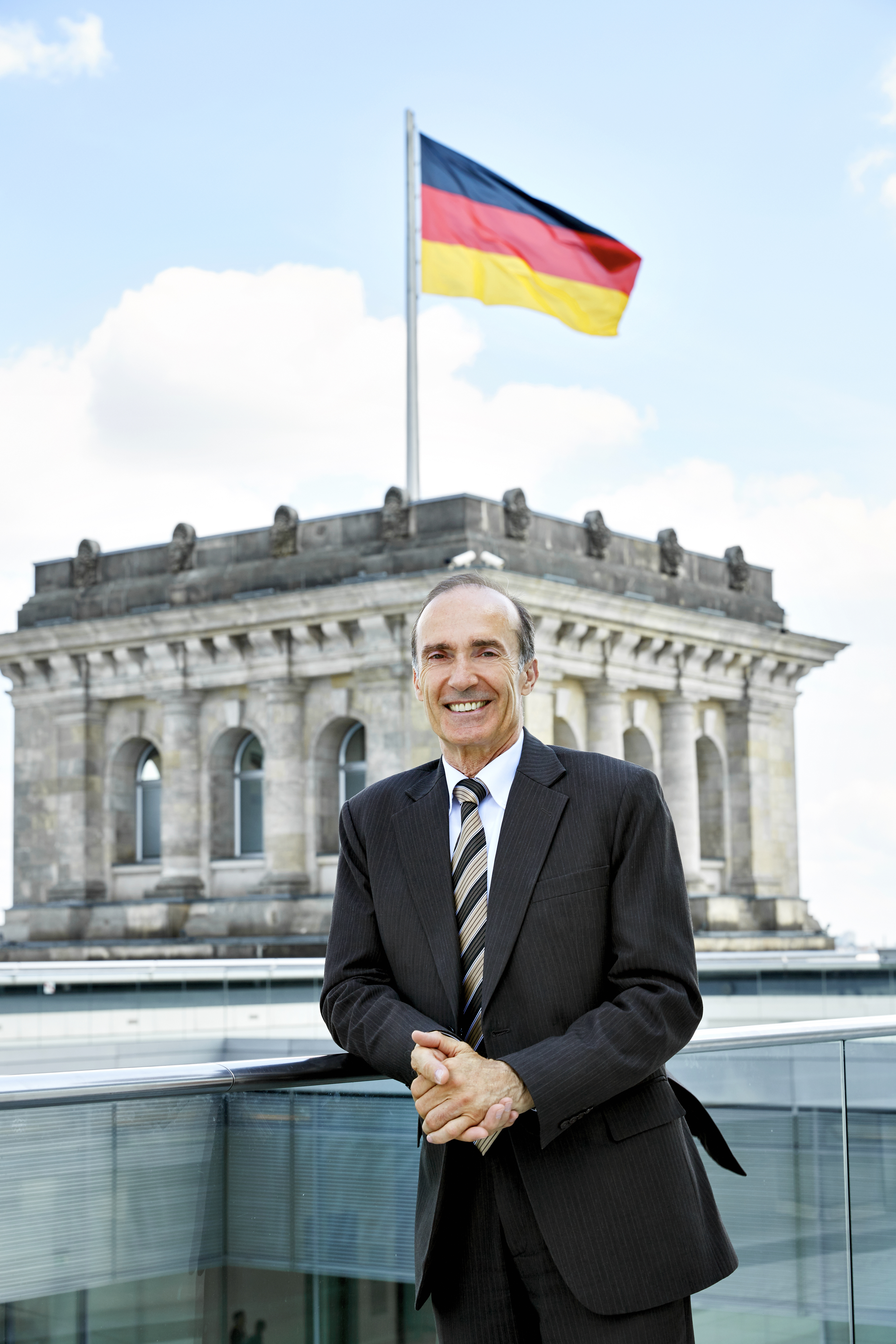
Eberhard Gienger (2016)

Eberhard Gienger (* 21. Juli 1951 in Künzelsau) ist ein deutscher ehemaliger Kunstturner, Kaufmann und Politiker der CDU. Er gewann bei den Olympischen Sommerspielen 1976 die Bronzemedaille am Reck. Gienger war Sprecher der Arbeitsgruppe Sport und Ehrenamt der CDU/CSU-Bundestagsfraktion und gehörte dem Fraktionsvorstand an.

## Leben und Beruf

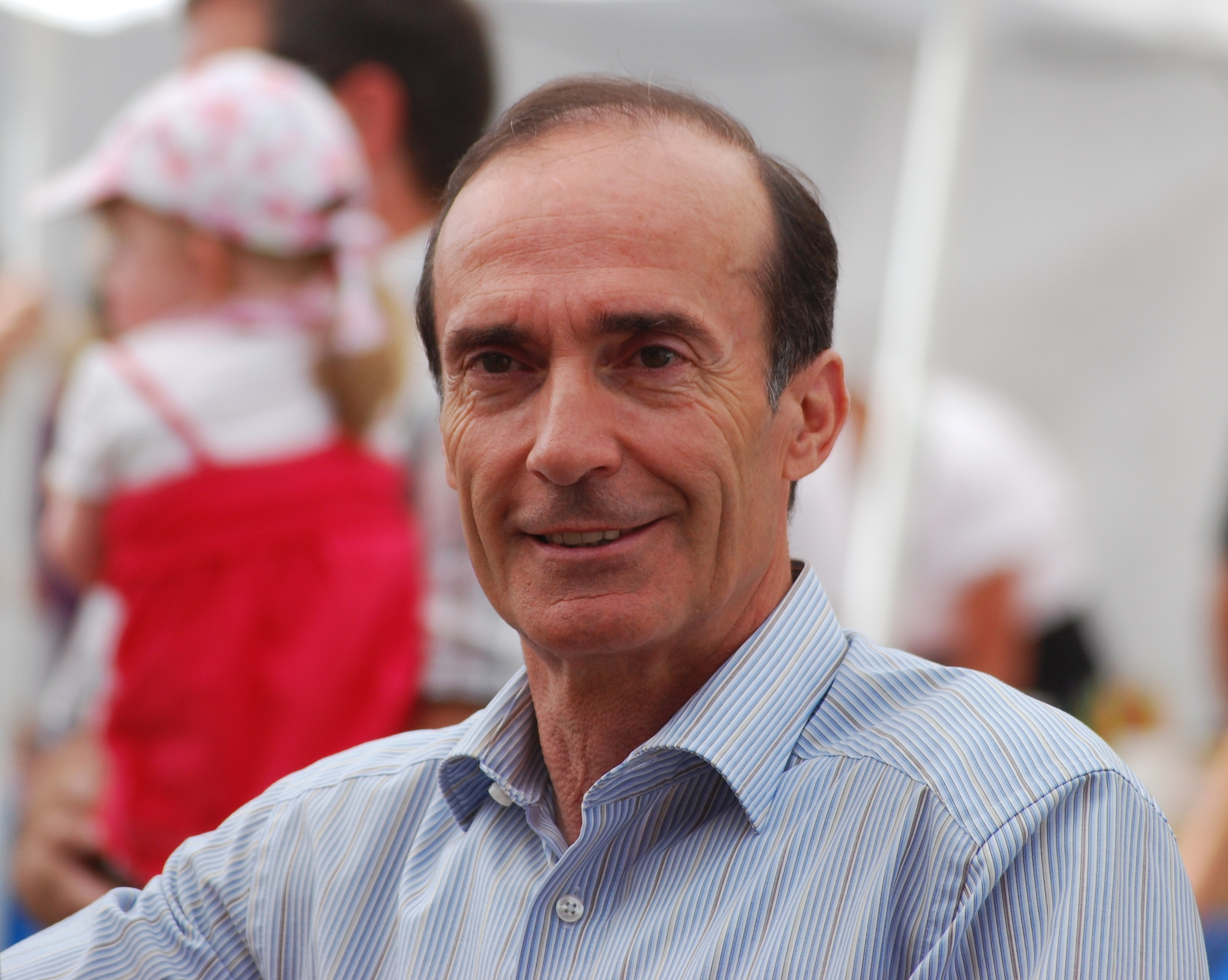
Eberhard Gienger am 1. August 2010 in Neckarwestheim

Nach dem Abitur 1970 an der Freiherr-vom-Stein-Schule in Frankfurt am Main absolvierte Gienger von 1971 bis 1975 ein Studium an der Johannes Gutenberg-Universität Mainz, welches er als Diplom-Sportlehrer beendete. Anschließend studierte er bis 1981 Russisch und Englisch. Danach war er in der Promotionabteilung der Firma arena tätig. 1989 wechselte er zur JBW Werbeberatung nach Stuttgart, bis er sich 1990 als Geschäftsführer der Eberhard Gienger Pro-Motion GmbH selbständig machte. Von 1990 bis 1993 war er außerdem Leiter des Sportmarketings Europa bei Hewlett-Packard in Böblingen.
Eberhard Gienger ist verheiratet und hat drei Söhne. Zwei davon, Andreas und Markus, gehörten zur deutschen Nationalmannschaft bei der Baseball-Europameisterschaft 2001.

## Karriere als Kunstturner
Von 1971 bis 1981 wurde er 36-mal Meister der Bundesrepublik Deutschland. Besondere Erfolge errang er im Reckturnen: 1973, 1975 und 1981 wurde er an diesem Gerät Europameister, 1974 Weltmeister und bei den Olympischen Sommerspielen 1976 gewann er die Bronzemedaille. Nach ihm ist der Gienger-Salto benannt, ein Flugelement am Reck, das er 1977 kreierte. Bei diesem Flugelement löst sich der Turner beim Vorschwung vom Reck und turnt einen Salto rückwärts mit einer halben Längsachsendrehung, so dass er dann wieder zum Reck blickt und die Reckstange fassen kann. Im Frauenturnen wird der Gienger-Salto am Stufenbarren geturnt.
1974 und 1978 wurde er in der Bundesrepublik Deutschland Sportler des Jahres. Bereits 1973 wurde er vom Allgemeinen Deutschen Hochschulsportverband (adh) in die „Hall of History“ aufgenommen. 2007 wurde Eberhard Gienger in die International Gymnastics Hall of Fame und 2016 in die Hall of Fame des deutschen Sports aufgenommen.
Im Mai 2006 bekannte sich Gienger dazu, in den 1970er Jahren nach einer Verletzung das anabole Steroid Fortabol genommen zu haben. Nach einer Operation wurden ihm die Medikamente über acht Tage hinweg von Armin Klümper verordnet.
Ergebnisse bei nationalen und internationalen Meisterschaften
| Meisterschaft            | Disziplin             | 1971      | 1972      | 1973      | 1974      | 1975      | 1976      | 1977      | 1978      | 1979      | 1980  | 1981  |
| ------------------------ | --------------------- | --------- | --------- | --------- | --------- | --------- | --------- | --------- | --------- | --------- | ----- | ----- |
| Deutsche Meisterschaften | Mehrkampf             |           | 1         | 1         | 1         | 1         | 1         |           | 1         | 1         |       |       |
| Deutsche Meisterschaften | Boden                 |           |           |           |           | 1         |           |           |           |           |       |       |
| Deutsche Meisterschaften | Pauschenpferd         |           |           | 1         | 1         |           |           |           |           |           |       | 1     |
| Deutsche Meisterschaften | Ringe                 |           |           |           | 1         | 1         |           | 1         |           | 1         |       |       |
| Deutsche Meisterschaften | Sprung                |           | 1         |           |           |           |           |           |           |           |       |       |
| Deutsche Meisterschaften | Barren                | 1         | 1         | 1         | 1         | 1         |           | 1         | 1         |           | 1     | 1     |
| Deutsche Meisterschaften | Reck                  | 1         | 1         | 1         |           | 1         | 1         | 1         | 1         | 1         | 1     |       |
| Meisterschaft            | Disziplin             | 1971      | 1972      | 1973      | 1974      | 1975      | 1976      | 1977      | 1978      | 1979      | 1980  | 1981  |
| Europameisterschaften    | Mehrkampf             |           | n. a.     |           | n. a.     | 2         | n. a.     |           | n. a.     |           | n. a. |       |
| Europameisterschaften    | Pauschenpferd         |           | n. a.     |           | n. a.     | 3         | n. a.     |           | n. a.     |           | n. a. |       |
| Europameisterschaften    | Barren                |           | n. a.     |           | n. a.     |           | n. a.     | 2         | n. a.     | 3         | n. a. |       |
| Europameisterschaften    | Reck                  |           | n. a.     | 1         | n. a.     | 1         | n. a.     |           | n. a.     |           | n. a. | 1     |
| Meisterschaft            | Disziplin             | 1971–1973 | 1971–1973 | 1971–1973 | 1974      | 1975–1977 | 1975–1977 | 1975–1977 | 1978      | 1979      | 1980  | 1981  |
| Weltmeisterschaften      | Mehrkampf             | n. a.     | n. a.     | n. a.     | 14        | n. a.     | n. a.     | n. a.     | 4         | 21        | n. a. | 21    |
| Weltmeisterschaften      | Pauschenpferd         | n. a.     | n. a.     | n. a.     |           | n. a.     | n. a.     | n. a.     | 2         |           | n. a. |       |
| Weltmeisterschaften      | Reck                  | n. a.     | n. a.     | n. a.     | 1         | n. a.     | n. a.     | n. a.     | 2         |           | n. a. | 2     |
| Weltmeisterschaften      | Mannschafts-Mehrkampf | n. a.     | n. a.     | n. a.     | 5         | n. a.     | n. a.     | n. a.     |           | 7         | n. a. | 6     |
| Meisterschaft            | Disziplin             | 1971      | 1972      | 1973–1975 | 1973–1975 | 1973–1975 | 1976      | 1977–1979 | 1977–1979 | 1977–1979 | 1980  | 1981  |
| Olympische Spiele        | Mehrkampf             | n. a.     | 14        | n. a.     | n. a.     | n. a.     | 16        | n. a.     | n. a.     | n. a.     | –     | n. a. |
| Olympische Spiele        | Boden                 | n. a.     | 33        | n. a.     | n. a.     | n. a.     | 16        | n. a.     | n. a.     | n. a.     | –     | n. a. |
| Olympische Spiele        | Pauschenpferd         | n. a.     | 69        | n. a.     | n. a.     | n. a.     | 9         | n. a.     | n. a.     | n. a.     | –     | n. a. |
| Olympische Spiele        | Ringe                 | n. a.     | 26        | n. a.     | n. a.     | n. a.     | 16        | n. a.     | n. a.     | n. a.     | –     | n. a. |
| Olympische Spiele        | Sprung                | n. a.     | 30        | n. a.     | n. a.     | n. a.     | 19        | n. a.     | n. a.     | n. a.     | –     | n. a. |
| Olympische Spiele        | Barren                | n. a.     | 6         | n. a.     | n. a.     | n. a.     | 38        | n. a.     | n. a.     | n. a.     | –     | n. a. |
| Olympische Spiele        | Reck                  | n. a.     | 8         | n. a.     | n. a.     | n. a.     | 3         | n. a.     | n. a.     | n. a.     | –     | n. a. |
| Olympische Spiele        | Mannschafts-Mehrkampf | n. a.     | 5         | n. a.     | n. a.     | n. a.     | 5         | n. a.     | n. a.     | n. a.     | –     | n. a. |

## Politik
Gienger trat 2001 in die CDU ein und gehört seitdem dem Vorstand des CDU-Kreisverbandes Ludwigsburg an.
Seit 2002 war Gienger Mitglied des Deutschen Bundestages. Er zog stets als direkt gewählter Abgeordneter des Wahlkreises Neckar-Zaber in den Bundestag ein.
Bei der Bundestagswahl 2009 erreichte Gienger hier 42,0 % der Erststimmen. Im 18. Bundestag war er ordentliches Mitglied und Sprecher im Sportausschuss. Darüber hinaus war er stellvertretendes Mitglied im Ausschuss für Bildung, Forschung und Technikfolgenabschätzung.
Im 19. Deutschen Bundestag war Gienger ordentliches Mitglied im Sportausschuss, sowie im Ausschuss für Bildung, Forschung und Technikfolgenabschätzung. Als stellvertretendes Mitglied war er im Unterausschuss Bürgerschaftliches Engagement und in der Enquete-Kommission „Berufliche Bildung“ vertreten.
In der CDU/CSU-Bundestagsfraktion war Gienger sportpolitischer Sprecher, Vorsitzender der Arbeitsgruppe Sport und Ehrenamt, Mitglied der Arbeitsgruppe Bildung und Forschung, Mitglied der Arbeitsgemeinschaft Kommunalpolitik sowie Mitglied des Fraktionsvorstands. Er war als Mitglied der Europa-Union Heilbronn auch Mitglied der Europa-Union Parlamentariergruppe Deutscher Bundestag. Darüber hinaus engagierte er sich seit dem 2. Dezember 2010 als parlamentarischer Beirat an der FernUniversität in Hagen.
Im Februar 2020 erklärte er den Verzicht auf eine erneute Kandidatur bei der Bundestagswahl 2021.

### Kritik
Im Juli 2021 wurde bekannt, dass sich Gienger gemeinsam mit anderen CDU-Abgeordneten im Dezember 2019 auf Initiative der aserbaidschanischen Botschaft in einem Protestbrief an Außenminister Heiko Maas wandte, um zu erreichen, dass das Auswärtige Amt die armenische Position im Bergkarabachkonflikt verurteilt.

## Gesellschaftliches Engagement
Gienger gehörte von 1986 bis 2006 als persönliches Mitglied dem Nationalen Olympischen Komitee für Deutschland (NOK) an. Von 2006 bis 2010 war er Vize-Präsident des Leistungssports im DOSB, der Nachfolgeorganisation des NOK.
Er war von 1984 bis 1992 Sekretär des Technischen Komitees FIG im internationalen Turnerbund und von 1988 bis 2000 Vorsitzender des technischen Komitees im Deutschen Turner-Bund. Gienger war bis 2006 Vizepräsident für den Olympischen Spitzensport beim Deutschen Turner-Bund und im Anschluss von 2006 bis 2010 Vizepräsident für den Spitzensport beim Deutschen Olympischen Sportbund und gehörte im gleichen Zeitraum dem Vorstand der Stiftung Deutsche Sporthilfe an. Eberhard Gienger ist Mitglied des Kuratoriums der Bundesliga-Stiftung.
Er engagiert sich bis heute als Vorsitzender der Sportgemeinschaft Deutscher Bundestag e. V., als Vorsitzender des „Freundeskreis Turnen“ in der Stiftung des Schwäbischen Turnerbundes e. V. (STB) in Stuttgart und ist Mitglied des Kuratoriums der „DFL Stiftung“ in Frankfurt am Main. Weiterhin ist er Mitglied des Kuratoriums Deutsche Kinderturnstiftung des DTB ebenfalls in Frankfurt am Main sowie Mitglied des Kuratoriums der Heinz Ziehl-Stiftung in Künzelsau. Außerdem ist er bis heute Mitglied des Kuratoriums der Stiftung Deutsche Sporthilfe in Frankfurt am Main, Mitglied des Kuratoriums der Stiftung Sporthilfe Hessen und Mitglied des Kuratoriums des Internationalen Wirtschaftsforums Baden-Baden GmbH. Darüber hinaus engagiert er sich in Stuttgart als Mitglied des Beirates Wir sind Stuttgart 21 e. V. und als Mitglied des Beirates der Oesophagus-Stiftung für Kinder mit Speiseröhrenmissbildung.
Eberhard Gienger engagierte sich als Stadtpate für das soziale Hilfsprojekt Wir helfen Afrika zur Fußball-Weltmeisterschaft 2010. Er war dabei Stadtpate für seinen Geburtsort Künzelsau.

## Sonstiges
Zur Deutschen Einheit 1990 sprang er gemeinsam mit dem DDR-Olympiasieger von 1972 Klaus Köste und dem TV-Turnreporter des DFF Eckhard Herholz per Tandemsprung live in eine Fernsehsendung unter dem Titel One and One is One, die in der Jahn-Stadt Freyburg (Unstrut) die Vereinigung der beiden Turnverbände symbolisieren sollte.
Am 19. Juni 1991 trat er als Kandidat in der Fernsehsendung Wetten, dass..? auf. Er wettete, mit einem Fallschirm aus einem Hubschrauber abspringen, genau an einem aufgestellten Reck landen und sofort einen Salto schlagen zu können, ohne den Boden zu berühren. Er verlor die Wette.
Erst im Jahre 1999 berichtete Eberhard Gienger, dass er 1975 während der Kunstturn-Europameisterschaften in Bern (Schweiz) seinem damaligen Konkurrenten, dem DDR-Sportler Wolfgang Thüne, zur Flucht verholfen hat. Er versteckte ihn in seinem Auto und brachte ihn in die Bundesrepublik Deutschland.
Bei einem Fallschirmsprung im Mai 2000 verletzte sich Eberhard Gienger. Etwa zehn Meter über dem Erdboden wurde sein Fallschirm von einer Windböe erfasst und zusammengefaltet. Daraufhin stürzte er fast ungebremst zu Boden. Der Unfall ging letztlich relativ glimpflich aus, er kam mit einigen Knochenbrüchen davon.
Eberhard Gienger war 2012 bis 2013 Schirmherr von „Familie gewinnt!“, einer Initiative der Wasser-Marke Pure Life des Nestlé-Konzerns und des Deutschen Turner-Bundes.
Am 5. Juni 2016 war er Tandempartner der zum damaligen Zeitpunkt 90-jährigen Wettkampfturnerin Johanna Quaas bei einem Sprung aus 3000 m Höhe am Flugplatz Böhlen.
Er ist bekennender Anhänger des VfB Stuttgart.